# 蒙萨盖勒
蒙萨盖勒（法語：Monsaguel，法語發音：[mɔ̃saɡɛl]）是法国多尔多涅省的一个市镇，位于该省南部，属于贝尔热拉克区。

## 地理
蒙萨盖勒（44°44'14"N, 0°34'49"E）面积11.57 平方千米，位于法国新阿基坦大区多爾多涅省，该省份为法国西南部内陆省份，是法國本土面积第三大的省，大致对应佩里戈尔地区，北起顺时针与夏朗德省、上维埃纳省、科雷兹省、洛特省、洛特-加龙省、吉倫特省和滨海夏朗德省接壤。
与蒙萨盖勒接壤的市镇（或旧市镇、城区）包括：圣塞尔南-德拉巴尔德、布尼亚格、普莱桑斯、伊西雅克、圣佩尔杜。

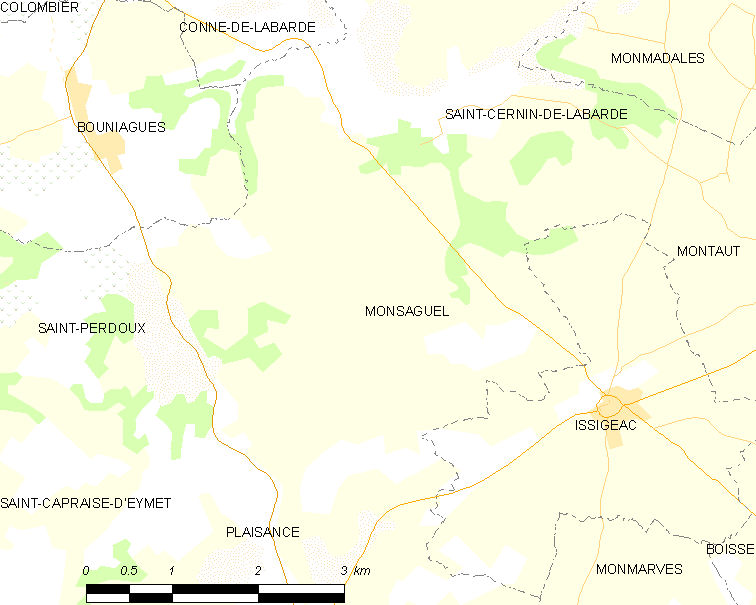
蒙萨盖勒的OSM定位图

蒙萨盖勒的时区为UTC+01:00、UTC+02:00（夏令时）。

## 行政
蒙萨盖勒的邮政编码为24560，INSEE市镇编码为24282。

## 政治
蒙萨盖勒所属的省级选区为南贝尔热拉库瓦县。

## 人口

1962-2008年间蒙萨盖勒人口变化图示

蒙萨盖勒于2022年1月1日时的人口数量为135人。